# 1349 (band)

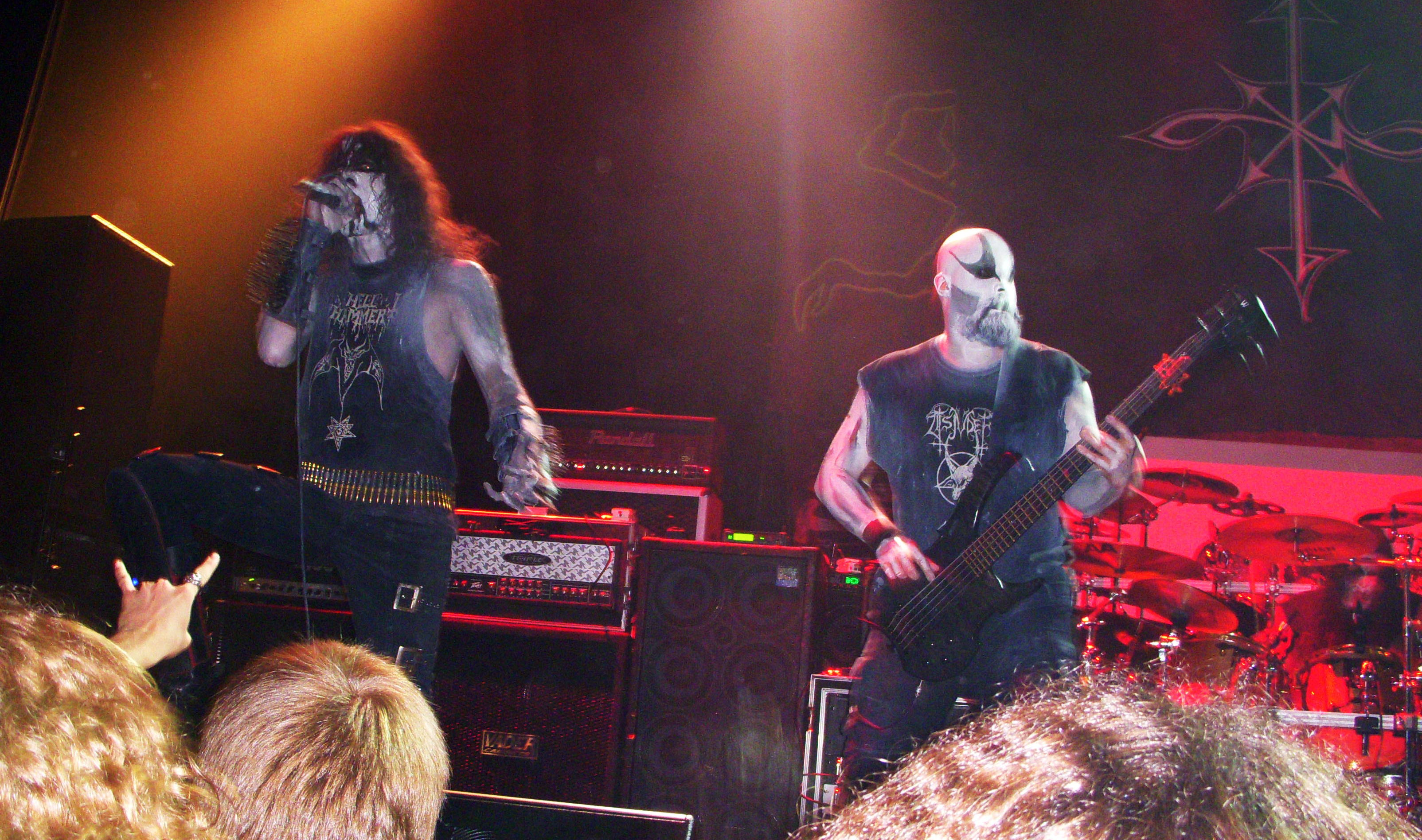
1349

1349 is een Noorse blackmetalband, opgericht in 1997. De band heeft enkele bezettingswijzigingen ondergaan waardoor er nog maar twee leden van de oorspronkelijke bezetting over zijn: zanger Ravn en bassist Seidemann. De naam verwijst naar het jaar waarin de pest uitbrak in Noorwegen. Driekwart van de bevolking kwam daarbij om en het betekende het een einde van de Noorse gouden eeuw.

## Geschiedenis
In 2000 nam de band haar derde demo op met als nieuw lid Satyricon-drummer Frost; de demo werd uitgebracht via Holycaust Records.
Het debuutalbum Liberation verscheen in 2003 bij Candlelight Records en werd met gemengde kritieken onthaald. De opvolger Beyond the Apocalypse uit 2004 werd beter ontvangen. Van het album Hellfire uit 2005 is het ruim dertien minuten durende titelnummer publieksfavoriet evenals de nummers 'I am Abomination' en 'Sculptor of Flesh' die Slayer-invloeden kennen.
Sinds het vertrek van gitarist Tjalve in 2006 wordt de band tijdens concerten bijgestaan door sessiegitaristen. Tjalve is nu gitarist bij optredens voor de band Sarkom.

## Bandleden

### Huidige bezetting
- Ravn - zang (1997-heden)
- Seidemann (Tor Risdal Stavenes) - bas (1997-heden)
- Frost (Kjetil Vidar Haraldstad) - drums (2000-heden)
- Archaon (Idar Burheim) - gitaar (1999-heden)

live aangevuld met sessie-gitaristen

### Oud-leden
- Tjalve (André Kvebek) - gitaar (1997-2006)
- Balfori (Lars Larsen) - gitaar) (1997-1998)

## Discografie
- 1998 - Titelloze (demo) onderhands uitgebracht
- 1999 - Chaos Preferred (demo) onderhands uitgebracht
- 2000 - 1349 (MCD) - Holycaust Records
- 2003 - Liberation (album) - Candlelight Records
- 2004 - Beyond the Apocalypse (album) - Candlelight Records
- 2005 - Hellfire (album) - Candlelight Records
- 2009 - Revelations of the Black Flame (album) - Candlelight Records
- 2010 - Demonoir (album) - Indie Rec.
- 2014 - Massive Cauldron of Chaos (album) - Season of Mist